# Natação no Campeonato Europeu de Esportes Aquáticos de 2016 - 50 m livre masculino
A prova dos 50 metros livre masculino da natação no Campeonato Europeu de Esportes Aquáticos de 2016 ocorreu nos dias 21 e 22 de maio em Londres, no Reino Unido. 

## Calendário
| Fase          | Data       | Hora  |
| ------------- | ---------- | ----- |
| Eliminatórias | 21 de maio | 09:09 |
| Semifinal     | 21 de maio | 16:50 |
| Final         | 21 de maio | 16:07 |

Todos os horários estão no horário local (UTC+0)

## Recordes
Antes desta competição, os recordes eram os seguintes:
| Recorde mundial       | César Cielo        | 20.91 | São Paulo   | 18 de dezembro de 2009 |
| Recorde europeu       | Frédérick Bousquet | 20.94 | Montpellier | 26 de abril de 2009    |
| Recorde do campeonato | Florent Manaudou   | 21.32 | Berlim      | 24 de agosto de 2014   |

## Medalhistas
| Ouro                   | Prata                | Bronze               |
| Florent Manaudou (FRA) | Andriy Hovorov (UKR) | Benjamin Proud (GBR) |

## Resultados

### Eliminatórias
Esses foram os resultados das eliminatórias. 
| Pos. | Bateria | Raia | Nadador               | Nacionalidade        | Tempo | Notas |
| ---- | ------- | ---- | --------------------- | -------------------- | ----- | ----- |
| 1    | 7       | 4    | Benjamin Proud        | Reino Unido          | 22.15 | Q     |
| 2    | 8       | 4    | Florent Manaudou      | França               | 22.18 | Q     |
| 3    | 8       | 5    | Andriy Hovorov        | Ucrânia              | 22.23 | Q     |
| 4    | 7       | 5    | Kristian Golomeev     | Grécia               | 22.25 | Q     |
| 5    | 8       | 3    | Luca Dotto            | Itália               | 22.32 | Q     |
| 6    | 7       | 3    | Konrad Czerniak       | Polónia              | 22.34 | Q     |
| 7    | 6       | 5    | Krisztián Takács      | Hungria              | 22.39 | Q     |
| 8    | 7       | 6    | Federico Bocchia      | Itália               | 22.41 | Q     |
| 9    | 8       | 2    | Simonas Bilis         | Lituânia             | 22.42 | Q     |
| 9    | 6       | 8    | Filip Wypych          | Polónia              | 22.42 | Q     |
| 11   | 6       | 4    | Marco Orsi            | Itália               | 22.45 |       |
| 12   | 5       | 3    | Richárd Bohus         | Hungria              | 22.46 | Q     |
| 13   | 6       | 3    | Ari-Pekka Liukkonen   | Finlândia            | 22.49 | Q     |
| 14   | 7       | 1    | Péter Holoda          | Hungria              | 22.51 |       |
| 15   | 8       | 6    | Andrey Grechin        | Rússia               | 22.55 | Q     |
| 16   | 7       | 2    | Odyssefs Meladinis    | Grécia               | 22.57 | Q     |
| 17   | 8       | 9    | Norbert Trandafir     | Roménia              | 22.58 | Q     |
| 18   | 8       | 0    | Miguel Ortiz-Cañavate | Espanha              | 22.59 | Q     |
| 19   | 5       | 8    | Curtis Coulter        | Irlanda              | 22.68 |       |
| 20   | 6       | 6    | Frédérick Bousquet    | França               | 22.75 |       |
| 21   | 7       | 7    | Thomas Fannon         | Reino Unido          | 22.79 |       |
| 22   | 6       | 1    | Markel Alberdi        | Espanha              | 22.80 |       |
| 23   | 6       | 0    | Mindaugas Sadauskas   | Lituânia             | 22.82 |       |
| 24   | 8       | 8    | Mario Todorović       | Croácia              | 22.85 |       |
| 24   | 5       | 2    | Meiron Cheruti        | Israel               | 22.85 |       |
| 24   | 3       | 4    | Isak Eliasson         | Suécia               | 22.85 |       |
| 27   | 8       | 7    | Jasper Aerents        | Bélgica              | 22.87 |       |
| 28   | 8       | 1    | Giuseppe Guttuso      | Itália               | 22.88 |       |
| 29   | 7       | 9    | Pjotr Degtarjov       | Estónia              | 22.91 |       |
| 29   | 6       | 2    | Ziv Kalontarov        | Israel               | 22.91 |       |
| 31   | 4       | 5    | Mislav Sever          | Croácia              | 22.94 |       |
| 32   | 6       | 9    | Marius Radu           | Roménia              | 22.95 |       |
| 33   | 3       | 3    | Daniel Macovei        | Roménia              | 22.98 |       |
| 34   | 5       | 9    | Or Sabatier           | Israel               | 23.00 |       |
| 35   | 4       | 8    | Andrej Barna          | Sérvia               | 23.02 |       |
| 35   | 5       | 4    | Erik van Dooren       | Suíça                | 23.02 |       |
| 37   | 3       | 1    | Anže Tavčar           | Eslovênia            | 23.05 |       |
| 37   | 5       | 5    | Christoffer Carlsen   | Suécia               | 23.05 |       |
| 39   | 5       | 1    | Emre Sakcı            | Turquia              | 23.10 |       |
| 40   | 4       | 6    | Kemal Arda Gürdal     | Turquia              | 23.17 |       |
| 41   | 4       | 1    | Tomáš Púchly          | Eslováquia           | 23.20 |       |
| 42   | 4       | 4    | Marcus Schlesinger    | Israel               | 23.23 |       |
| 42   | 7       | 0    | Bogdan Plavin         | Ucrânia              | 23.23 |       |
| 44   | 4       | 3    | Ivan Levaj            | Croácia              | 23.24 |       |
| 44   | 2       | 2    | Tadas Duškinas        | Lituânia             | 23.24 |       |
| 46   | 5       | 0    | Shane Ryan            | Irlanda              | 23.25 |       |
| 47   | 3       | 6    | Andriy Khloptsov      | Ucrânia              | 23.33 |       |
| 48   | 3       | 5    | Julien Henx           | Luxemburgo           | 23.37 |       |
| 49   | 3       | 2    | Heiko Gigler          | Áustria              | 23.40 |       |
| 49   | 5       | 6    | Viktar Staselovich    | Bielorrússia         | 23.40 |       |
| 49   | 4       | 2    | Christos Katrantzis   | Grécia               | 23.40 |       |
| 52   | 4       | 7    | Baslakov İskender     | Turquia              | 23.42 |       |
| 53   | 2       | 3    | Alin Coste            | Roménia              | 23.50 |       |
| 54   | 2       | 7    | Adi Mešetović         | Bósnia e Herzegovina | 23.53 |       |
| 55   | 2       | 4    | Doğa Çelik            | Turquia              | 23.55 |       |
| 56   | 4       | 0    | Daniel Macovei        | Roménia              | 23.60 |       |
| 57   | 3       | 7    | Vahan Mkhitaryan      | Armênia              | 23.67 |       |
| 57   | 3       | 0    | Alexander Linge       | Suécia               | 23.67 |       |
| 59   | 2       | 6    | Kregor Zirk           | Estónia              | 23.69 |       |
| 60   | 3       | 8    | Robin Andreasson      | Suécia               | 23.70 |       |
| 61   | 2       | 5    | Matthew Zammit        | Malta                | 23.71 |       |
| 62   | 3       | 9    | Markus Lie            | Noruega              | 23.82 |       |
| 63   | 2       | 1    | Andri Aedma           | Estónia              | 23.93 |       |
| 64   | 2       | 0    | Omiros Zagkas         | Chipre               | 24.08 |       |
| 65   | 4       | 9    | Pavel Izbisciuc       | Moldávia             | 24.16 |       |
| 66   | 1       | 3    | Vladimir Mamikonyan   | Armênia              | 24.26 |       |
| 67   | 2       | 8    | Markos Kalopsidiotis  | Chipre               | 24.43 |       |
| 68   | 2       | 9    | Marek Botík           | Eslováquia           | 24.53 |       |
| 69   | 1       | 4    | Lum Zhaveli           | Kosovo               | 24.62 |       |
| 70   | 1       | 5    | Gianluca Pasolini     | San Marino           | 25.49 |       |
| 71   | 6       | 7    | Pieter Timmers        | Bélgica              | DNS   |       |
| 71   | 5       | 7    | Ben Schwietert        | Países Baixos        | DNS   |       |
| 71   | 7       | 8    | Glenn Surgeloose      | Bélgica              | DNS   |       |

### Semifinal
Esses foram os resultados das semifinais. 
Semifinal 1
| Pos. | Raia | Nadador               | Nacionalidade | Tempo | Notas |
| ---- | ---- | --------------------- | ------------- | ----- | ----- |
| 1    | 4    | Florent Manaudou      | França        | 21.64 | Q     |
| 2    | 5    | Kristian Golomeev     | Grécia        | 21.89 | Q     |
| 3    | 7    | Ari-Pekka Liukkonen   | Finlândia     | 21.92 | Q     |
| 4    | 3    | Konrad Czerniak       | Polónia       | 22.29 |       |
| 5    | 6    | Federico Bocchia      | Itália        | 22.31 |       |
| 6    | 1    | Odyssefs Meladinis    | Grécia        | 22.37 |       |
| 7    | 2    | Filip Wypych          | Polónia       | 22.39 |       |
| 8    | 8    | Miguel Ortiz-Cañavate | Espanha       | 22.46 |       |

Semifinal 2
| Pos. | Raia | Nadador           | Nacionalidade | Tempo | Notas |
| ---- | ---- | ----------------- | ------------- | ----- | ----- |
| 1    | 4    | Benjamin Proud    | Reino Unido   | 21.84 | Q     |
| 2    | 5    | Andriy Hovorov    | Ucrânia       | 21.92 | Q     |
| 3    | 6    | Krisztián Takács  | Hungria       | 22.09 | Q     |
| 4    | 8    | Norbert Trandafir | Roménia       | 22.12 | Q     |
| 5    | 3    | Luca Dotto        | Itália        | 22.17 | Q     |
| 6    | 2    | Simonas Bilis     | Lituânia      | 22.22 |       |
| 7    | 1    | Andrey Grechin    | Rússia        | 22.44 |       |
| 8    | 7    | Richárd Bohus     | Hungria       | 22.47 |       |

### Final
Esse foi o resultado da final. 
| Pos.              | Raia | Nadador             | Nacionalidade | Tempo | Notas |
| ----------------- | ---- | ------------------- | ------------- | ----- | ----- |
| Medalha de ouro   | 4    | Florent Manaudou    | França        | 21.73 |       |
| Medalha de prata  | 6    | Andriy Hovorov      | Ucrânia       | 21.79 |       |
| Medalha de bronze | 5    | Benjamin Proud      | Reino Unido   | 21.85 |       |
| 4                 | 3    | Kristian Golomeev   | Grécia        | 21.89 |       |
| 5                 | 2    | Ari-Pekka Liukkonen | Finlândia     | 22.01 |       |
| 6                 | 7    | Krisztián Takács    | Hungria       | 22.07 |       |
| 6                 | 8    | Luca Dotto          | Itália        | 22.07 |       |
| 8                 | 1    | Norbert Trandafir   | Roménia       | 22.51 |       |

Legenda
| Recorde mundial       | Recorde mundial (World record)               |                       | Recorde africano                      | Recorde africano (African) |                                           | Q | Classificado por posição (Qualified) |
| Recorde do campeonato | Recorde do campeonato (Championship record)  | Recorde da América    | Recorde da América (Americas)         | q                          | Classificado por melhor tempo (Qualified) |   |                                      |
| Melhor marca do ano   | Melhor marca do ano (World leading)          | Recorde asiático      | Recorde asiático (Asian)              | DNS                        | Não largou (Did not start)                |   |                                      |
| Recorde nacional      | Recorde nacional (National record)           | Recorde europeu       | Recorde europeu (European)            | DNF                        | Não terminou (Did not finish)             |   |                                      |
| Recorde pessoal       | Recorde pessoal do atleta (Personal best)    | Recorde da Oceania    | Recorde da Oceania (Oceania)          | DSQ / DQ                   | Desclassificado (Disqualified)            |   |                                      |
| Recorde da temporada  | Recorde da temporada do atleta (Season best) | Recorde sul-americano | Recorde sul-americano (South America) | NM                         | Sem marca (No mark)                       |   |                                      |